# 1984年のワールドシリーズ
1984年の野球において、メジャーリーグベースボール（MLB）優勝決定戦の第81回ワールドシリーズ（だい81かいワールドシリーズ、81st World Series）は、10月9日から14日にかけて計5試合が開催された。その結果、デトロイト・タイガース（アメリカンリーグ）がサンディエゴ・パドレス（ナショナルリーグ）を4勝1敗で下し、16年ぶり4回目の優勝を果たした。
両球団のオーナーがともにファーストフード店経営で財を成したことから、今シリーズは "ファーストフード・シリーズ"（Fast-Food Series）とも呼ばれる。タイガース監督のスパーキー・アンダーソンとパドレス監督のディック・ウィリアムズは、それぞれ別球団の監督として1972年のワールドシリーズでも対戦しており、シリーズでの顔合わせは12年ぶりだった。アンダーソンは今シリーズの優勝により、アメリカンリーグとナショナルリーグの両方の球団でシリーズ優勝を達成した史上初の監督となった。シリーズMVPには、第4戦で2本塁打を放ちチームの全得点を稼ぐなど、5試合で打率.450・2本塁打・6打点・OPS 1.300という成績を残したタイガースのアラン・トランメルが選出された。トランメルはパドレスの本拠地から3マイル（約4.8km）ほどの近場で幼少期を過ごし、自身が11歳のときにパドレスが創設されて以来のファンだったが、今シリーズではそのパドレスの初出場初優勝を阻んだ。
ワールドシリーズでは1976年から指名打者（DH）制度が導入され、1985年までの10年間は、偶数年は全試合で採用、奇数年は全試合で不採用とされていた。1986年からは規則が変更され、年度にかかわらずアメリカンリーグ球団の本拠地では採用、ナショナルリーグ球団の本拠地では不採用となった。全試合DHありのワールドシリーズは、このあと2020年まで途絶える。

## 試合結果
1984年のワールドシリーズは10月9日に開幕し、途中に移動日を挟んで6日間で5試合が行われた。日程・結果は以下の通り。
| 日付                                                   | 試合  | ビジター球団（先攻）   | スコア | ホーム球団（後攻）     | 開催球場                          | 開催球場                                                |
| ------------------------------------------------------ | ----- | ---------------------- | ------ | ---------------------- | --------------------------------- | ------------------------------------------------------- |
| 10月09日（火）                                         | 第1戦 | デトロイト・タイガース | 3－2   | サンディエゴ・パドレス | ジャック・マーフィー・ スタジアム | ジャック・マーフィー・ · スタジアムタイガー・スタジアム |
| 10月10日（水）                                         | 第2戦 | デトロイト・タイガース | 3－5   | サンディエゴ・パドレス | ジャック・マーフィー・ スタジアム | ジャック・マーフィー・ · スタジアムタイガー・スタジアム |
| 10月11日（木）                                         |       | 移動日                 | 移動日 | 移動日                 |                                   | ジャック・マーフィー・ · スタジアムタイガー・スタジアム |
| 10月12日（金）                                         | 第3戦 | サンディエゴ・パドレス | 2－5   | デトロイト・タイガース | タイガー・スタジアム              | ジャック・マーフィー・ · スタジアムタイガー・スタジアム |
| 10月13日（土）                                         | 第4戦 | サンディエゴ・パドレス | 2－4   | デトロイト・タイガース | タイガー・スタジアム              | ジャック・マーフィー・ · スタジアムタイガー・スタジアム |
| 10月14日（日）                                         | 第5戦 | サンディエゴ・パドレス | 4－8   | デトロイト・タイガース | タイガー・スタジアム              | ジャック・マーフィー・ · スタジアムタイガー・スタジアム |
| 優勝：デトロイト・タイガース（4勝1敗 / 16年ぶり4度目） |       |                        |        |                        |                                   | ジャック・マーフィー・ · スタジアムタイガー・スタジアム |

### 第1戦 10月9日
- ジャック・マーフィー・スタジアム（カリフォルニア州サンディエゴ）

|                        | 1 | 2 | 3 | 4 | 5 | 6 | 7 | 8 | 9 | R | H | E |
| ---------------------- | - | - | - | - | - | - | - | - | - | - | - | - |
| デトロイト・タイガース | 1 | 0 | 0 | 0 | 2 | 0 | 0 | 0 | 0 | 3 | 8 | 0 |
| サンディエゴ・パドレス | 2 | 0 | 0 | 0 | 0 | 0 | 0 | 0 | 0 | 2 | 8 | 1 |

1. 勝利：ジャック・モリス（1勝）
2. 敗戦：マーク・サーモンド（1敗）
3. 本塁打
DET：ラリー・ハーンドン1号2ラン
4. 審判
［球審］ダグ・ハーヴェイ（NL）
［塁審］一塁: ラリー・バーネット（AL）、二塁: ブルース・フローミング（NL）、三塁: リッチ・ガルシア（AL）
［外審］左翼: ポール・ランギー（NL）、右翼: マイク・ライリー（AL）
5. 夜間試合  試合時間: 3時間18分  観客: 5万7908人
詳細: Baseball-Reference.com

| デトロイト・タイガース | デトロイト・タイガース | デトロイト・タイガース | デトロイト・タイガース | デトロイト・タイガース | サンディエゴ・パドレス | サンディエゴ・パドレス | サンディエゴ・パドレス | サンディエゴ・パドレス | サンディエゴ・パドレス |
| ---------------------- | ---------------------- | ---------------------- | ---------------------- | --- | ---------------------- | ---------------------- | ---------------------- | ---------------------- | --- |
| 打順                   | 守備                   | 選手                   | 打席                   | J・モリスL・パリッシュD・エバンスL・ウィテカーM・カス · ティーヨA・トランメルL・ハーンドンC・レモンK・ギブソンB・ガーベイ | 打順                   | 守備                   | 選手                   | 打席                   | M・サーモンドT・ケネディS・ガービーA・ウィギンスG・ネトルズG・テンプルトンC・マルティネスB・ブラウンT・グウィンK・ベバックワ |
| 1                      | 二                     | L・ウィテカー          | 左                     | J・モリスL・パリッシュD・エバンスL・ウィテカーM・カス · ティーヨA・トランメルL・ハーンドンC・レモンK・ギブソンB・ガーベイ | 1                      | 二                     | A・ウィギンス          | 両                     | M・サーモンドT・ケネディS・ガービーA・ウィギンスG・ネトルズG・テンプルトンC・マルティネスB・ブラウンT・グウィンK・ベバックワ |
| 2                      | 遊                     | A・トランメル          | 右                     | J・モリスL・パリッシュD・エバンスL・ウィテカーM・カス · ティーヨA・トランメルL・ハーンドンC・レモンK・ギブソンB・ガーベイ | 2                      | 右                     | T・グウィン            | 左                     | M・サーモンドT・ケネディS・ガービーA・ウィギンスG・ネトルズG・テンプルトンC・マルティネスB・ブラウンT・グウィンK・ベバックワ |
| 3                      | 右                     | K・ギブソン            | 左                     | J・モリスL・パリッシュD・エバンスL・ウィテカーM・カス · ティーヨA・トランメルL・ハーンドンC・レモンK・ギブソンB・ガーベイ | 3                      | 一                     | S・ガービー            | 右                     | M・サーモンドT・ケネディS・ガービーA・ウィギンスG・ネトルズG・テンプルトンC・マルティネスB・ブラウンT・グウィンK・ベバックワ |
| 4                      | 捕                     | L・パリッシュ          | 右                     | J・モリスL・パリッシュD・エバンスL・ウィテカーM・カス · ティーヨA・トランメルL・ハーンドンC・レモンK・ギブソンB・ガーベイ | 4                      | 三                     | G・ネトルズ            | 左                     | M・サーモンドT・ケネディS・ガービーA・ウィギンスG・ネトルズG・テンプルトンC・マルティネスB・ブラウンT・グウィンK・ベバックワ |
| 5                      | 左                     | L・ハーンドン          | 右                     | J・モリスL・パリッシュD・エバンスL・ウィテカーM・カス · ティーヨA・トランメルL・ハーンドンC・レモンK・ギブソンB・ガーベイ | 5                      | 捕                     | T・ケネディ            | 左                     | M・サーモンドT・ケネディS・ガービーA・ウィギンスG・ネトルズG・テンプルトンC・マルティネスB・ブラウンT・グウィンK・ベバックワ |
| 6                      | DH                     | B・ガーベイ            | 右                     | J・モリスL・パリッシュD・エバンスL・ウィテカーM・カス · ティーヨA・トランメルL・ハーンドンC・レモンK・ギブソンB・ガーベイ | 6                      | 中                     | B・ブラウン            | 両                     | M・サーモンドT・ケネディS・ガービーA・ウィギンスG・ネトルズG・テンプルトンC・マルティネスB・ブラウンT・グウィンK・ベバックワ |
| 7                      | 中                     | C・レモン              | 右                     | J・モリスL・パリッシュD・エバンスL・ウィテカーM・カス · ティーヨA・トランメルL・ハーンドンC・レモンK・ギブソンB・ガーベイ | 7                      | 左                     | C・マルティネス        | 右                     | M・サーモンドT・ケネディS・ガービーA・ウィギンスG・ネトルズG・テンプルトンC・マルティネスB・ブラウンT・グウィンK・ベバックワ |
| 8                      | 一                     | D・エバンス            | 左                     | J・モリスL・パリッシュD・エバンスL・ウィテカーM・カス · ティーヨA・トランメルL・ハーンドンC・レモンK・ギブソンB・ガーベイ | 8                      | 遊                     | G・テンプルトン        | 両                     | M・サーモンドT・ケネディS・ガービーA・ウィギンスG・ネトルズG・テンプルトンC・マルティネスB・ブラウンT・グウィンK・ベバックワ |
| 9                      | 三                     | M・カスティーヨ        | 右                     | J・モリスL・パリッシュD・エバンスL・ウィテカーM・カス · ティーヨA・トランメルL・ハーンドンC・レモンK・ギブソンB・ガーベイ | 9                      | DH                     | K・ベバックワ          | 右                     | M・サーモンドT・ケネディS・ガービーA・ウィギンスG・ネトルズG・テンプルトンC・マルティネスB・ブラウンT・グウィンK・ベバックワ |
| 先発投手               | 先発投手               | 先発投手               | 投球                   | J・モリスL・パリッシュD・エバンスL・ウィテカーM・カス · ティーヨA・トランメルL・ハーンドンC・レモンK・ギブソンB・ガーベイ | 先発投手               | 先発投手               | 先発投手               | 投球                   | M・サーモンドT・ケネディS・ガービーA・ウィギンスG・ネトルズG・テンプルトンC・マルティネスB・ブラウンT・グウィンK・ベバックワ |
| J・モリス              | J・モリス              | J・モリス              | 右                     | J・モリスL・パリッシュD・エバンスL・ウィテカーM・カス · ティーヨA・トランメルL・ハーンドンC・レモンK・ギブソンB・ガーベイ | M・サーモンド          | M・サーモンド          | M・サーモンド          | 左                     | M・サーモンドT・ケネディS・ガービーA・ウィギンスG・ネトルズG・テンプルトンC・マルティネスB・ブラウンT・グウィンK・ベバックワ |

### 第2戦 10月10日
- ジャック・マーフィー・スタジアム（カリフォルニア州サンディエゴ）

|                        | 1 | 2 | 3 | 4 | 5 | 6 | 7 | 8 | 9 | R | H  | E |
| ---------------------- | - | - | - | - | - | - | - | - | - | - | -- | - |
| デトロイト・タイガース | 3 | 0 | 0 | 0 | 0 | 0 | 0 | 0 | 0 | 3 | 7  | 3 |
| サンディエゴ・パドレス | 1 | 0 | 0 | 1 | 3 | 0 | 0 | 0 | X | 5 | 11 | 0 |

1. 勝利：アンディ・ホーキンス（1勝）
2. セーブ：クレイグ・レファーツ（1S）
3. 敗戦：ダン・ペトリー（1敗）
4. 本塁打
SD：カート・ベバックワ1号3ラン
5. 審判
［球審］ラリー・バーネット（AL）
［塁審］一塁: ブルース・フローミング（NL）、二塁: リッチ・ガルシア（AL）、三塁: ポール・ランギー（NL）
［外審］左翼: マイク・ライリー（AL）、右翼: ダグ・ハーヴェイ（NL）
6. 夜間試合  試合時間: 2時間44分  観客: 5万7911人
詳細: Baseball-Reference.com

| デトロイト・タイガース | デトロイト・タイガース | デトロイト・タイガース | デトロイト・タイガース | デトロイト・タイガース                                                                                               | サンディエゴ・パドレス | サンディエゴ・パドレス | サンディエゴ・パドレス | サンディエゴ・パドレス | サンディエゴ・パドレス |
| ---------------------- | ---------------------- | ---------------------- | ---------------------- | --- | ---------------------- | ---------------------- | ---------------------- | ---------------------- | --- |
| 打順                   | 守備                   | 選手                   | 打席                   | D・ペトリーL・パリッシュD・バーグマンL・ウィテカーD・エバンスA・トランメルR・ジョーンズC・レモンK・ギブソンJ・グラブ | 打順                   | 守備                   | 選手                   | 打席                   | E・ウィットソンT・ケネディS・ガービーA・ウィギンスG・ネトルズG・テンプルトンC・マルティネスB・ブラウンT・グウィンK・ベバックワ |
| 1                      | 二                     | L・ウィテカー          | 左                     | D・ペトリーL・パリッシュD・バーグマンL・ウィテカーD・エバンスA・トランメルR・ジョーンズC・レモンK・ギブソンJ・グラブ | 1                      | 二                     | A・ウィギンス          | 両                     | E・ウィットソンT・ケネディS・ガービーA・ウィギンスG・ネトルズG・テンプルトンC・マルティネスB・ブラウンT・グウィンK・ベバックワ |
| 2                      | 遊                     | A・トランメル          | 右                     | D・ペトリーL・パリッシュD・バーグマンL・ウィテカーD・エバンスA・トランメルR・ジョーンズC・レモンK・ギブソンJ・グラブ | 2                      | 右                     | T・グウィン            | 左                     | E・ウィットソンT・ケネディS・ガービーA・ウィギンスG・ネトルズG・テンプルトンC・マルティネスB・ブラウンT・グウィンK・ベバックワ |
| 3                      | 右                     | K・ギブソン            | 左                     | D・ペトリーL・パリッシュD・バーグマンL・ウィテカーD・エバンスA・トランメルR・ジョーンズC・レモンK・ギブソンJ・グラブ | 3                      | 一                     | S・ガービー            | 右                     | E・ウィットソンT・ケネディS・ガービーA・ウィギンスG・ネトルズG・テンプルトンC・マルティネスB・ブラウンT・グウィンK・ベバックワ |
| 4                      | 捕                     | L・パリッシュ          | 右                     | D・ペトリーL・パリッシュD・バーグマンL・ウィテカーD・エバンスA・トランメルR・ジョーンズC・レモンK・ギブソンJ・グラブ | 4                      | 三                     | G・ネトルズ            | 左                     | E・ウィットソンT・ケネディS・ガービーA・ウィギンスG・ネトルズG・テンプルトンC・マルティネスB・ブラウンT・グウィンK・ベバックワ |
| 5                      | 三                     | D・エバンス            | 左                     | D・ペトリーL・パリッシュD・バーグマンL・ウィテカーD・エバンスA・トランメルR・ジョーンズC・レモンK・ギブソンJ・グラブ | 5                      | 捕                     | T・ケネディ            | 左                     | E・ウィットソンT・ケネディS・ガービーA・ウィギンスG・ネトルズG・テンプルトンC・マルティネスB・ブラウンT・グウィンK・ベバックワ |
| 6                      | 左                     | R・ジョーンズ          | 左                     | D・ペトリーL・パリッシュD・バーグマンL・ウィテカーD・エバンスA・トランメルR・ジョーンズC・レモンK・ギブソンJ・グラブ | 6                      | DH                     | K・ベバックワ          | 右                     | E・ウィットソンT・ケネディS・ガービーA・ウィギンスG・ネトルズG・テンプルトンC・マルティネスB・ブラウンT・グウィンK・ベバックワ |
| 7                      | DH                     | J・グラブ              | 左                     | D・ペトリーL・パリッシュD・バーグマンL・ウィテカーD・エバンスA・トランメルR・ジョーンズC・レモンK・ギブソンJ・グラブ | 7                      | 左                     | C・マルティネス        | 右                     | E・ウィットソンT・ケネディS・ガービーA・ウィギンスG・ネトルズG・テンプルトンC・マルティネスB・ブラウンT・グウィンK・ベバックワ |
| 8                      | 中                     | C・レモン              | 右                     | D・ペトリーL・パリッシュD・バーグマンL・ウィテカーD・エバンスA・トランメルR・ジョーンズC・レモンK・ギブソンJ・グラブ | 8                      | 遊                     | G・テンプルトン        | 両                     | E・ウィットソンT・ケネディS・ガービーA・ウィギンスG・ネトルズG・テンプルトンC・マルティネスB・ブラウンT・グウィンK・ベバックワ |
| 9                      | 一                     | D・バーグマン          | 左                     | D・ペトリーL・パリッシュD・バーグマンL・ウィテカーD・エバンスA・トランメルR・ジョーンズC・レモンK・ギブソンJ・グラブ | 9                      | 中                     | B・ブラウン            | 両                     | E・ウィットソンT・ケネディS・ガービーA・ウィギンスG・ネトルズG・テンプルトンC・マルティネスB・ブラウンT・グウィンK・ベバックワ |
| 先発投手               | 先発投手               | 先発投手               | 投球                   | D・ペトリーL・パリッシュD・バーグマンL・ウィテカーD・エバンスA・トランメルR・ジョーンズC・レモンK・ギブソンJ・グラブ | 先発投手               | 先発投手               | 先発投手               | 投球                   | E・ウィットソンT・ケネディS・ガービーA・ウィギンスG・ネトルズG・テンプルトンC・マルティネスB・ブラウンT・グウィンK・ベバックワ |
| D・ペトリー            | D・ペトリー            | D・ペトリー            | 右                     | D・ペトリーL・パリッシュD・バーグマンL・ウィテカーD・エバンスA・トランメルR・ジョーンズC・レモンK・ギブソンJ・グラブ | E・ウィットソン        | E・ウィットソン        | E・ウィットソン        | 右                     | E・ウィットソンT・ケネディS・ガービーA・ウィギンスG・ネトルズG・テンプルトンC・マルティネスB・ブラウンT・グウィンK・ベバックワ |

### 第3戦 10月12日
- タイガー・スタジアム（ミシガン州デトロイト）

|                        | 1 | 2 | 3 | 4 | 5 | 6 | 7 | 8 | 9 | R | H  | E |
| ---------------------- | - | - | - | - | - | - | - | - | - | - | -- | - |
| サンディエゴ・パドレス | 0 | 0 | 1 | 0 | 0 | 0 | 1 | 0 | 0 | 2 | 10 | 0 |
| デトロイト・タイガース | 0 | 4 | 1 | 0 | 0 | 0 | 0 | 0 | X | 5 | 7  | 0 |

1. 勝利：ミルト・ウィルコックス（1勝）
2. セーブ：ウィリー・ヘルナンデス（1S）
3. 敗戦：ティム・ローラー（1敗）
4. 本塁打
DET：マーティー・カスティーヨ1号2ラン
5. 審判
［球審］ブルース・フローミング（NL）
［塁審］一塁: リッチ・ガルシア（AL）、二塁: ポール・ランギー（NL）、三塁: マイク・ライリー（AL）
［外審］左翼: ダグ・ハーヴェイ（NL）、右翼: ラリー・バーネット（AL）
6. 夜間試合  試合時間: 3時間11分  観客: 5万1970人
詳細: Baseball-Reference.com

| サンディエゴ・パドレス | サンディエゴ・パドレス | サンディエゴ・パドレス | サンディエゴ・パドレス | サンディエゴ・パドレス | デトロイト・タイガース | デトロイト・タイガース | デトロイト・タイガース | デトロイト・タイガース | デトロイト・タイガース |
| ---------------------- | ---------------------- | ---------------------- | ---------------------- | --- | ---------------------- | ---------------------- | ---------------------- | ---------------------- | --- |
| 打順                   | 守備                   | 選手                   | 打席                   | T・ローラーT・ケネディS・ガービーA・ウィギンスG・ネトルズG・テンプルトンC・マルティネスB・ブラウンT・グウィンK・ベバックワ | 打順                   | 守備                   | 選手                   | 打席                   | M・ウィルコックスL・パリッシュD・エバンスL・ウィテカーM・カス · ティーヨA・トランメルL・ハーンドンC・レモンK・ギブソンB・ガーベイ |
| 1                      | 二                     | A・ウィギンス          | 両                     | T・ローラーT・ケネディS・ガービーA・ウィギンスG・ネトルズG・テンプルトンC・マルティネスB・ブラウンT・グウィンK・ベバックワ | 1                      | 二                     | L・ウィテカー          | 左                     | M・ウィルコックスL・パリッシュD・エバンスL・ウィテカーM・カス · ティーヨA・トランメルL・ハーンドンC・レモンK・ギブソンB・ガーベイ |
| 2                      | 右                     | T・グウィン            | 左                     | T・ローラーT・ケネディS・ガービーA・ウィギンスG・ネトルズG・テンプルトンC・マルティネスB・ブラウンT・グウィンK・ベバックワ | 2                      | 遊                     | A・トランメル          | 右                     | M・ウィルコックスL・パリッシュD・エバンスL・ウィテカーM・カス · ティーヨA・トランメルL・ハーンドンC・レモンK・ギブソンB・ガーベイ |
| 3                      | 一                     | S・ガービー            | 右                     | T・ローラーT・ケネディS・ガービーA・ウィギンスG・ネトルズG・テンプルトンC・マルティネスB・ブラウンT・グウィンK・ベバックワ | 3                      | 右                     | K・ギブソン            | 左                     | M・ウィルコックスL・パリッシュD・エバンスL・ウィテカーM・カス · ティーヨA・トランメルL・ハーンドンC・レモンK・ギブソンB・ガーベイ |
| 4                      | 三                     | G・ネトルズ            | 左                     | T・ローラーT・ケネディS・ガービーA・ウィギンスG・ネトルズG・テンプルトンC・マルティネスB・ブラウンT・グウィンK・ベバックワ | 4                      | 捕                     | L・パリッシュ          | 右                     | M・ウィルコックスL・パリッシュD・エバンスL・ウィテカーM・カス · ティーヨA・トランメルL・ハーンドンC・レモンK・ギブソンB・ガーベイ |
| 5                      | 捕                     | T・ケネディ            | 左                     | T・ローラーT・ケネディS・ガービーA・ウィギンスG・ネトルズG・テンプルトンC・マルティネスB・ブラウンT・グウィンK・ベバックワ | 5                      | 左                     | L・ハーンドン          | 右                     | M・ウィルコックスL・パリッシュD・エバンスL・ウィテカーM・カス · ティーヨA・トランメルL・ハーンドンC・レモンK・ギブソンB・ガーベイ |
| 6                      | DH                     | K・ベバックワ          | 右                     | T・ローラーT・ケネディS・ガービーA・ウィギンスG・ネトルズG・テンプルトンC・マルティネスB・ブラウンT・グウィンK・ベバックワ | 6                      | DH                     | B・ガーベイ            | 右                     | M・ウィルコックスL・パリッシュD・エバンスL・ウィテカーM・カス · ティーヨA・トランメルL・ハーンドンC・レモンK・ギブソンB・ガーベイ |
| 7                      | 左                     | C・マルティネス        | 右                     | T・ローラーT・ケネディS・ガービーA・ウィギンスG・ネトルズG・テンプルトンC・マルティネスB・ブラウンT・グウィンK・ベバックワ | 7                      | 中                     | C・レモン              | 右                     | M・ウィルコックスL・パリッシュD・エバンスL・ウィテカーM・カス · ティーヨA・トランメルL・ハーンドンC・レモンK・ギブソンB・ガーベイ |
| 8                      | 遊                     | G・テンプルトン        | 両                     | T・ローラーT・ケネディS・ガービーA・ウィギンスG・ネトルズG・テンプルトンC・マルティネスB・ブラウンT・グウィンK・ベバックワ | 8                      | 一                     | D・エバンス            | 左                     | M・ウィルコックスL・パリッシュD・エバンスL・ウィテカーM・カス · ティーヨA・トランメルL・ハーンドンC・レモンK・ギブソンB・ガーベイ |
| 9                      | 中                     | B・ブラウン            | 両                     | T・ローラーT・ケネディS・ガービーA・ウィギンスG・ネトルズG・テンプルトンC・マルティネスB・ブラウンT・グウィンK・ベバックワ | 9                      | 三                     | M・カスティーヨ        | 右                     | M・ウィルコックスL・パリッシュD・エバンスL・ウィテカーM・カス · ティーヨA・トランメルL・ハーンドンC・レモンK・ギブソンB・ガーベイ |
| 先発投手               | 先発投手               | 先発投手               | 投球                   | T・ローラーT・ケネディS・ガービーA・ウィギンスG・ネトルズG・テンプルトンC・マルティネスB・ブラウンT・グウィンK・ベバックワ | 先発投手               | 先発投手               | 先発投手               | 投球                   | M・ウィルコックスL・パリッシュD・エバンスL・ウィテカーM・カス · ティーヨA・トランメルL・ハーンドンC・レモンK・ギブソンB・ガーベイ |
| T・ローラー            | T・ローラー            | T・ローラー            | 左                     | T・ローラーT・ケネディS・ガービーA・ウィギンスG・ネトルズG・テンプルトンC・マルティネスB・ブラウンT・グウィンK・ベバックワ | M・ウィルコックス      | M・ウィルコックス      | M・ウィルコックス      | 右                     | M・ウィルコックスL・パリッシュD・エバンスL・ウィテカーM・カス · ティーヨA・トランメルL・ハーンドンC・レモンK・ギブソンB・ガーベイ |

### 第4戦 10月13日
- タイガー・スタジアム（ミシガン州デトロイト）

|                        | 1 | 2 | 3 | 4 | 5 | 6 | 7 | 8 | 9 | R | H | E |
| ---------------------- | - | - | - | - | - | - | - | - | - | - | - | - |
| サンディエゴ・パドレス | 0 | 1 | 0 | 0 | 0 | 0 | 0 | 0 | 1 | 2 | 5 | 2 |
| デトロイト・タイガース | 2 | 0 | 2 | 0 | 0 | 0 | 0 | 0 | X | 4 | 7 | 0 |

1. 勝利：ジャック・モリス（2勝）
2. 敗戦：エリック・ショー（1敗）
3. 本塁打
SD：テリー・ケネディ1号ソロ
DET：アラン・トランメル1号2ラン・2号2ラン
4. 審判
［球審］リッチ・ガルシア（AL）
［塁審］一塁: ポール・ランギー（NL）、二塁: マイク・ライリー（AL）、三塁: ダグ・ハーヴェイ（NL）
［外審］左翼: ラリー・バーネット（AL）、右翼: ブルース・フローミング（NL）
5. 昼間試合  試合時間: 2時間20分  観客: 5万2130人
詳細: Baseball-Reference.com

| サンディエゴ・パドレス | サンディエゴ・パドレス | サンディエゴ・パドレス | サンディエゴ・パドレス | サンディエゴ・パドレス                                                                                                   | デトロイト・タイガース | デトロイト・タイガース | デトロイト・タイガース | デトロイト・タイガース | デトロイト・タイガース                                                                                             |
| ---------------------- | ---------------------- | ---------------------- | ---------------------- | --- | ---------------------- | ---------------------- | ---------------------- | ---------------------- | --- |
| 打順                   | 守備                   | 選手                   | 打席                   | E・ショーT・ケネディS・ガービーA・ウィギンスG・ネトルズG・テンプルトンC・マルティネスB・ブラウンT・グウィンK・ベバックワ | 打順                   | 守備                   | 選手                   | 打席                   | J・モリスL・パリッシュD・バーグマンL・ウィテカーD・エバンスA・トランメルR・ジョーンズC・レモンK・ギブソンJ・グラブ |
| 1                      | 二                     | A・ウィギンス          | 両                     | E・ショーT・ケネディS・ガービーA・ウィギンスG・ネトルズG・テンプルトンC・マルティネスB・ブラウンT・グウィンK・ベバックワ | 1                      | 二                     | L・ウィテカー          | 左                     | J・モリスL・パリッシュD・バーグマンL・ウィテカーD・エバンスA・トランメルR・ジョーンズC・レモンK・ギブソンJ・グラブ |
| 2                      | 右                     | T・グウィン            | 左                     | E・ショーT・ケネディS・ガービーA・ウィギンスG・ネトルズG・テンプルトンC・マルティネスB・ブラウンT・グウィンK・ベバックワ | 2                      | 遊                     | A・トランメル          | 右                     | J・モリスL・パリッシュD・バーグマンL・ウィテカーD・エバンスA・トランメルR・ジョーンズC・レモンK・ギブソンJ・グラブ |
| 3                      | 一                     | S・ガービー            | 右                     | E・ショーT・ケネディS・ガービーA・ウィギンスG・ネトルズG・テンプルトンC・マルティネスB・ブラウンT・グウィンK・ベバックワ | 3                      | 右                     | K・ギブソン            | 左                     | J・モリスL・パリッシュD・バーグマンL・ウィテカーD・エバンスA・トランメルR・ジョーンズC・レモンK・ギブソンJ・グラブ |
| 4                      | 三                     | G・ネトルズ            | 左                     | E・ショーT・ケネディS・ガービーA・ウィギンスG・ネトルズG・テンプルトンC・マルティネスB・ブラウンT・グウィンK・ベバックワ | 4                      | 捕                     | L・パリッシュ          | 右                     | J・モリスL・パリッシュD・バーグマンL・ウィテカーD・エバンスA・トランメルR・ジョーンズC・レモンK・ギブソンJ・グラブ |
| 5                      | 捕                     | T・ケネディ            | 左                     | E・ショーT・ケネディS・ガービーA・ウィギンスG・ネトルズG・テンプルトンC・マルティネスB・ブラウンT・グウィンK・ベバックワ | 5                      | 三                     | D・エバンス            | 左                     | J・モリスL・パリッシュD・バーグマンL・ウィテカーD・エバンスA・トランメルR・ジョーンズC・レモンK・ギブソンJ・グラブ |
| 6                      | DH                     | K・ベバックワ          | 右                     | E・ショーT・ケネディS・ガービーA・ウィギンスG・ネトルズG・テンプルトンC・マルティネスB・ブラウンT・グウィンK・ベバックワ | 6                      | DH                     | J・グラブ              | 左                     | J・モリスL・パリッシュD・バーグマンL・ウィテカーD・エバンスA・トランメルR・ジョーンズC・レモンK・ギブソンJ・グラブ |
| 7                      | 左                     | C・マルティネス        | 右                     | E・ショーT・ケネディS・ガービーA・ウィギンスG・ネトルズG・テンプルトンC・マルティネスB・ブラウンT・グウィンK・ベバックワ | 7                      | 左                     | R・ジョーンズ          | 左                     | J・モリスL・パリッシュD・バーグマンL・ウィテカーD・エバンスA・トランメルR・ジョーンズC・レモンK・ギブソンJ・グラブ |
| 8                      | 遊                     | G・テンプルトン        | 両                     | E・ショーT・ケネディS・ガービーA・ウィギンスG・ネトルズG・テンプルトンC・マルティネスB・ブラウンT・グウィンK・ベバックワ | 8                      | 中                     | C・レモン              | 右                     | J・モリスL・パリッシュD・バーグマンL・ウィテカーD・エバンスA・トランメルR・ジョーンズC・レモンK・ギブソンJ・グラブ |
| 9                      | 中                     | B・ブラウン            | 両                     | E・ショーT・ケネディS・ガービーA・ウィギンスG・ネトルズG・テンプルトンC・マルティネスB・ブラウンT・グウィンK・ベバックワ | 9                      | 一                     | D・バーグマン          | 左                     | J・モリスL・パリッシュD・バーグマンL・ウィテカーD・エバンスA・トランメルR・ジョーンズC・レモンK・ギブソンJ・グラブ |
| 先発投手               | 先発投手               | 先発投手               | 投球                   | E・ショーT・ケネディS・ガービーA・ウィギンスG・ネトルズG・テンプルトンC・マルティネスB・ブラウンT・グウィンK・ベバックワ | 先発投手               | 先発投手               | 先発投手               | 投球                   | J・モリスL・パリッシュD・バーグマンL・ウィテカーD・エバンスA・トランメルR・ジョーンズC・レモンK・ギブソンJ・グラブ |
| E・ショー              | E・ショー              | E・ショー              | 右                     | E・ショーT・ケネディS・ガービーA・ウィギンスG・ネトルズG・テンプルトンC・マルティネスB・ブラウンT・グウィンK・ベバックワ | J・モリス              | J・モリス              | J・モリス              | 右                     | J・モリスL・パリッシュD・バーグマンL・ウィテカーD・エバンスA・トランメルR・ジョーンズC・レモンK・ギブソンJ・グラブ |

### 第5戦 10月14日
- タイガー・スタジアム（ミシガン州デトロイト）

|                        | 1 | 2 | 3 | 4 | 5 | 6 | 7 | 8 | 9 | R | H  | E |
| ---------------------- | - | - | - | - | - | - | - | - | - | - | -- | - |
| サンディエゴ・パドレス | 0 | 0 | 1 | 2 | 0 | 0 | 0 | 1 | 0 | 4 | 10 | 1 |
| デトロイト・タイガース | 3 | 0 | 0 | 0 | 1 | 0 | 1 | 3 | X | 8 | 11 | 1 |

1. 勝利：アウレリオ・ロペス（1勝）
2. セーブ：ウィリー・ヘルナンデス（2S）
3. 敗戦：アンディ・ホーキンス（1勝1敗）
4. 本塁打
SD：カート・ベバックワ2号ソロ
DET：カーク・ギブソン1号2ラン・2号3ラン、ランス・パリッシュ1号ソロ
5. 審判
［球審］ポール・ランギー（NL）
［塁審］一塁: マイク・ライリー（AL）、二塁: ダグ・ハーヴェイ（NL）、三塁: ラリー・バーネット（AL）
［外審］左翼: ブルース・フローミング（NL）、右翼: リッチ・ガルシア（AL）
6. 昼間試合  試合時間: 2時間55分  観客: 5万1901人
詳細: Baseball-Reference.com

| サンディエゴ・パドレス | サンディエゴ・パドレス | サンディエゴ・パドレス | サンディエゴ・パドレス | サンディエゴ・パドレス | デトロイト・タイガース | デトロイト・タイガース | デトロイト・タイガース | デトロイト・タイガース | デトロイト・タイガース |
| ---------------------- | ---------------------- | ---------------------- | ---------------------- | --- | ---------------------- | ---------------------- | ---------------------- | ---------------------- | --- |
| 打順                   | 守備                   | 選手                   | 打席                   | M・サーモンドT・ケネディS・ガービーA・ウィギンスG・ネトルズG・テンプルトンC・マルティネスB・ブラウンT・グウィンK・ベバックワ | 打順                   | 守備                   | 選手                   | 打席                   | D・ペトリーL・パリッシュD・エバンスL・ウィテカーM・カス · ティーヨA・トランメルL・ハーンドンC・レモンK・ギブソンB・ガーベイ |
| 1                      | 二                     | A・ウィギンス          | 両                     | M・サーモンドT・ケネディS・ガービーA・ウィギンスG・ネトルズG・テンプルトンC・マルティネスB・ブラウンT・グウィンK・ベバックワ | 1                      | 二                     | L・ウィテカー          | 左                     | D・ペトリーL・パリッシュD・エバンスL・ウィテカーM・カス · ティーヨA・トランメルL・ハーンドンC・レモンK・ギブソンB・ガーベイ |
| 2                      | 右                     | T・グウィン            | 左                     | M・サーモンドT・ケネディS・ガービーA・ウィギンスG・ネトルズG・テンプルトンC・マルティネスB・ブラウンT・グウィンK・ベバックワ | 2                      | 遊                     | A・トランメル          | 右                     | D・ペトリーL・パリッシュD・エバンスL・ウィテカーM・カス · ティーヨA・トランメルL・ハーンドンC・レモンK・ギブソンB・ガーベイ |
| 3                      | 一                     | S・ガービー            | 右                     | M・サーモンドT・ケネディS・ガービーA・ウィギンスG・ネトルズG・テンプルトンC・マルティネスB・ブラウンT・グウィンK・ベバックワ | 3                      | 右                     | K・ギブソン            | 左                     | D・ペトリーL・パリッシュD・エバンスL・ウィテカーM・カス · ティーヨA・トランメルL・ハーンドンC・レモンK・ギブソンB・ガーベイ |
| 4                      | 三                     | G・ネトルズ            | 左                     | M・サーモンドT・ケネディS・ガービーA・ウィギンスG・ネトルズG・テンプルトンC・マルティネスB・ブラウンT・グウィンK・ベバックワ | 4                      | 捕                     | L・パリッシュ          | 右                     | D・ペトリーL・パリッシュD・エバンスL・ウィテカーM・カス · ティーヨA・トランメルL・ハーンドンC・レモンK・ギブソンB・ガーベイ |
| 5                      | 捕                     | T・ケネディ            | 左                     | M・サーモンドT・ケネディS・ガービーA・ウィギンスG・ネトルズG・テンプルトンC・マルティネスB・ブラウンT・グウィンK・ベバックワ | 5                      | 左                     | L・ハーンドン          | 右                     | D・ペトリーL・パリッシュD・エバンスL・ウィテカーM・カス · ティーヨA・トランメルL・ハーンドンC・レモンK・ギブソンB・ガーベイ |
| 6                      | DH                     | K・ベバックワ          | 右                     | M・サーモンドT・ケネディS・ガービーA・ウィギンスG・ネトルズG・テンプルトンC・マルティネスB・ブラウンT・グウィンK・ベバックワ | 6                      | 中                     | C・レモン              | 右                     | D・ペトリーL・パリッシュD・エバンスL・ウィテカーM・カス · ティーヨA・トランメルL・ハーンドンC・レモンK・ギブソンB・ガーベイ |
| 7                      | 左                     | C・マルティネス        | 右                     | M・サーモンドT・ケネディS・ガービーA・ウィギンスG・ネトルズG・テンプルトンC・マルティネスB・ブラウンT・グウィンK・ベバックワ | 7                      | DH                     | B・ガーベイ            | 右                     | D・ペトリーL・パリッシュD・エバンスL・ウィテカーM・カス · ティーヨA・トランメルL・ハーンドンC・レモンK・ギブソンB・ガーベイ |
| 8                      | 遊                     | G・テンプルトン        | 両                     | M・サーモンドT・ケネディS・ガービーA・ウィギンスG・ネトルズG・テンプルトンC・マルティネスB・ブラウンT・グウィンK・ベバックワ | 8                      | 一                     | D・エバンス            | 左                     | D・ペトリーL・パリッシュD・エバンスL・ウィテカーM・カス · ティーヨA・トランメルL・ハーンドンC・レモンK・ギブソンB・ガーベイ |
| 9                      | 中                     | B・ブラウン            | 両                     | M・サーモンドT・ケネディS・ガービーA・ウィギンスG・ネトルズG・テンプルトンC・マルティネスB・ブラウンT・グウィンK・ベバックワ | 9                      | 三                     | M・カスティーヨ        | 右                     | D・ペトリーL・パリッシュD・エバンスL・ウィテカーM・カス · ティーヨA・トランメルL・ハーンドンC・レモンK・ギブソンB・ガーベイ |
| 先発投手               | 先発投手               | 先発投手               | 投球                   | M・サーモンドT・ケネディS・ガービーA・ウィギンスG・ネトルズG・テンプルトンC・マルティネスB・ブラウンT・グウィンK・ベバックワ | 先発投手               | 先発投手               | 先発投手               | 投球                   | D・ペトリーL・パリッシュD・エバンスL・ウィテカーM・カス · ティーヨA・トランメルL・ハーンドンC・レモンK・ギブソンB・ガーベイ |
| M・サーモンド          | M・サーモンド          | M・サーモンド          | 左                     | M・サーモンドT・ケネディS・ガービーA・ウィギンスG・ネトルズG・テンプルトンC・マルティネスB・ブラウンT・グウィンK・ベバックワ | D・ペトリー            | D・ペトリー            | D・ペトリー            | 右                     | D・ペトリーL・パリッシュD・エバンスL・ウィテカーM・カス · ティーヨA・トランメルL・ハーンドンC・レモンK・ギブソンB・ガーベイ |